# Chữ Hán
Chữ Hán (chữ nôm: 𡨸漢), chữ Nho (chữ nôm: 𡨸儒) is nevezik azok a kínai írásjelek, amelyeket az irodalmi kínai (Hán văn ;漢文) és a kínai-vietnami szókincs vietnami nyelven történő leírásához használtak. Hivatalosan is használták őket Vietnamban, miután a Vörös-folyó deltáját a Han-dinasztiához csatolták, és a 20. század elejéig folytatták használatukat.  

## Oktatás

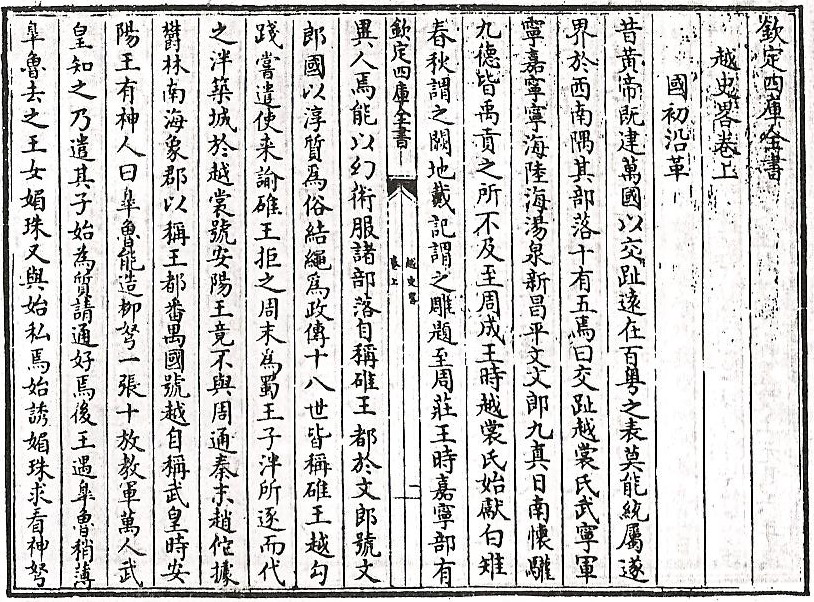
"Đại Việt sử lược" (大越史略) - chữ Hán összeállított névtelen történelemkönyv a Tran-dinasztia végén (14. század)

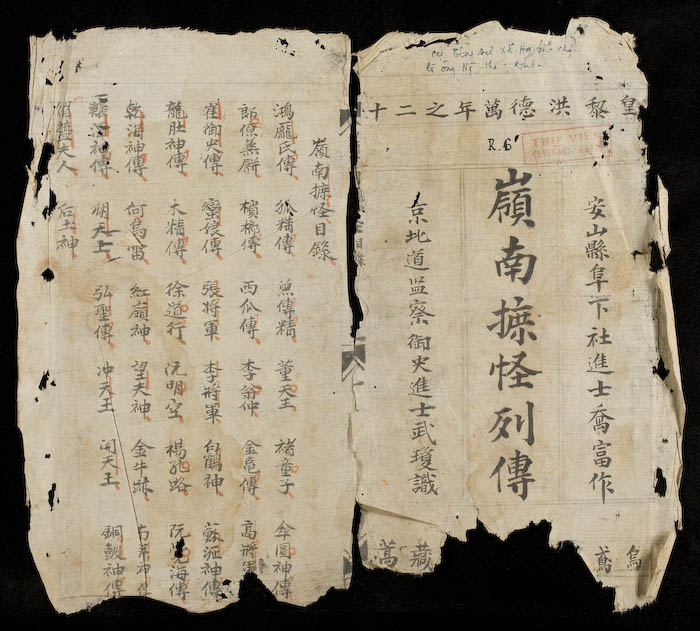
"Lĩnh Nam chích quái" (嶺南摭怪) egy 14. századi vietnami félig fikciós mű, amelyet chữ Hán nyelven írt Trần Thế Pháp.

Mielőtt a kínai írás megjelent Vietnámban, a vietnámiak nem rendelkeztek írásrendszerrel, csak beszélt nyelvvel.
A kínai írás az i. sz. 1.  század körül érkezett Vietnámba , miután a kínai hadsereg megszállta az országot. A következő évezredben – az i. sz. 1. századtól 938-  ig – Vietnamot Kína uralta, következésképpen a vietnami nyelvre erős kínai befolyás hatott. A politikai kínaivá válás ezen időszakában a kínai lett az oktatás nyelve, és a vietnamiak anyanyelvük mellett használták. Sok kínai szó így „vietnámosodott” ( từ Hán-Việt  : „kínai-vietnami szó”), és bekerült a vietnami szókincsbe.
938- ban Vietnam függetlenné vált, de a kínai befolyás továbbra is fennmaradt. A kínai nyelv maradt a hivatalos nyelv, de nem fejlődött ugyanúgy, mint a kínai nyelv Kínában, így alakult ki a kínai-vietnami kiejtés.
Eközben felmerült az igény a vietnami nyelv saját írásmódban való írására. Mivel azonban az ausztroázsiai nyelvcsalád tagja , jelentősen eltér a kínai nyelvektől, amelyek a kínai-tibeti nyelvcsaládba tartoznak . Így a vietnami nyelv nem írható kínai karakterekkel komplikációk nélkül. A vietnamiak ezért eltorzították a kínai karaktereket, hogy megkönnyítsék saját nyelvük kifejezését, így alakult ki a Chữ Nôm .
Később francia misszionáriusok (köztük Alexandre de Rhodes ) kifejlesztettek egy rendszert a vietnami nyelv latin ábécé szerinti írására . Ez vezetett a Quoc Ngu ( quốc ngữ : „nemzeti nyelv”) megjelenéséhez  . A Quoc Ngut 1918-ban francia gyarmatosítók tették hivatalos írássá, és az iskolákban tanították az írástudás felgyorsítása érdekében . 1954-től a vietnami kormányzat hivatalos írásává vált. Ma már nem használják hivatalosan a kínai karaktereket a vietnami íráshoz. Egyes tudósok körében azonban fennmaradt egy hagyomány, és bizonyos emlékműveken vagy művészeti alkotásokban is megtalálható.

## Szójegyzék
Mivel a chữ hán írásmódot közel 1000 éven át használták hivatalos írásként a királyi udvarban és a Dai Viet császári vizsgálatain, a vietnami nyelv nagyszámú kínai eredetű szót kölcsönzött, amelyek a modern vietnami szókincs 60%-át teszik ki. Az alábbi táblázat a kínai és vietnami nyelvben eltérő szavakat tartalmazza:
| magyar         | vietnami (chữ Hán) | kínai (pinyin) | vietnami (chữ Quốc ngữ) |
| -------------- | ------------------ | -------------- | ----------------------- |
| Egyetemi       | 大學               | dàxué          | đại học                 |
| tudomány       | 科學               | kēxué          | khoa học                |
| Köztársaság    | 共和               | gònghé         | cộng hoà                |
| demokrácia     | 民主               | mínzhǔ         | dân chủ                 |
| társadalom     | 社會               | shèhuì         | xã hội                  |
| Törvény        | 法聿               | fǎyù           | pháp luật               |
| filozófia      | 哲學               | zhéxué         | triết học               |
| állampolgárság | 民族               | mínzú          | dân tộc                 |
| nemzet         | 國家               | guójiā         | quốc gia                |

Általánosságban elmondható, hogy a vietnami nyelv kínai jövevényszavai főként az akadémiai világból, a tudományból, a jogból, a politikából, az irodalomból stb. származnak. A tiszta vietnami szavak rögzítésére a kínai írásjelek alapján a vietnamiak a 12. és 13. század körül, a Tran-dinasztia idején chữ nôm hoztak létre. Mivel azonban a nom írásjeleket lényegében a chữ Hán alapján fejlesztették ki, azok továbbra is fonetikus írásmódot képviseltek, és nem voltak alkalmasak a vietnami nyelvre, amely egy tonális nyelv, valamint az udvar chữ nôm elutasító és kizárólag kínai tanulmányokat alkalmazó magatartása miatt a nom írásjeleket főként nem hivatalos dokumentumokban vagy népi irodalomban használták (például Nguyen Du "Kieu meséje" (vietnami: Truyện Kiều) című művében), és amikor Franciaország a 19. század végén megszállta és gyarmatosította Vietnamot, mind a chữ Hán, mind a chữ Nôm írásjeleket latin írásjel (chữ Quốc ngữ) váltotta fel.